# Rocco Gullo
Rocco Gullo (Salaparuta, 15 gennaio 1899 – Palermo, 27 dicembre 1972) è stato un avvocato e politico italiano, sindaco di Palermo e membro dell'Assemblea Costituente.

## Biografia
Nato da una famiglia di proprietari terrieri del Belice, prese parte alla fine della prima guerra mondiale e dopo la laurea in giurisprudenza a Palermo, ruppe con la famiglia, intraprendendo la carriera forense. Arrestato e assolto nel 1925, durante il periodo fascista, in cui si oppose al regime e svolse attività antifascista clandestina.
Dopo l'occupazione alleata, fu nominato sindaco di Palermo (dal novembre 1944 al novembre 1946) dal CLN. Nel febbraio 1946  la commissione di reggenza del PSI di Palermo lo aveva espulso dal partito per le sue posizioni riformiste , ma il provvedimento fu sospeso da Nenni.
Fu quindi eletto deputato all'Assemblea Costituente il 2 giugno 1946, per il PSIUP con quasi 10.000 preferenze.
Con la scissione di Palazzo Barberini aderì al Partito Socialista dei Lavoratori Italiani (poi PSDI) di Saragat, di cui divenne presidente del gruppo parlamentare . Alle prime elezioni comunali repubblicane del novembre 1946 fu eletto consigliere comunale nelle liste del Partito Socialista Italiano.
Nel 1948 non riuscì a essere eletto alla Camera e al Senato e così nel 1953.
Nel 1950 fu nominato dal presidente del consiglio Alcide De Gasperi Vice presidente della Cassa per il Mezzogiorno. Fu anche vicepresidente dell'Irfis. Rieletto nel 1952 per il PSDI consigliere comunale di Palermo, fu anche vice sindaco di Palermo.
Era marito della scrittrice Elena Paternostro (Palermo, 1911 - 1958), nipote del deputato Alessandro Paternostro.